# Ботанический сад имени А. Борзы Университета Бабеша — Бойяи
Ботанический сад имени Александру Борзы (рум. Grădina Botanică Alexandru Borza) — ботанический сад университета Бабеш-Бойяи, расположенный на юге города Клуж-Напока. Основан в 1872 году профессором Самуэлем Брассайем на средства графа Имре Мико де Хидвега. Директорами сада были известные ботаники Агоштон Каниц, Дьюла Иштванффи, Аладар Рихтер, Винце Борбаш и Александру Борза.
Ботанический сад является не только туристической достопримечательностью города, но также служит учебным и исследовательским центром Университета Бабеш-Бойяи. В 2010 году министерство культуры и национального наследия Румынии включило его в список исторических памятников страны.
Сад имеет площадь более четырнадцати гектаров, на которых произрастает более десяти тысяч растений со всего мира. Он разделен на декоративный, фитогеографический (геоботанический), систематический (таксономический), экономический и лекарственный разделы. Румынская флора и растительность представлены растениями с Трансильванских равнин, Карпат, Баната и прочих регионов страны.
Интересными достопримечательностями Ботанического сада являются «Японский сад», разбитый в японском стиле с ручьём и пагодой, и «Римский сад» с археологическими артефактами из древнеримской колонии Напока, среди которых статуя Цереры — богини плодородия.
Сад поддерживает контакты в области ботаники с четыреста пятьюдесятью аналогичными учреждениями в восьмидесяти странах. Он является одним из основателей Ассоциации ботанических садов Румынии и Института ботаники. Под его управлением находится ряд научных, образовательных и культурных учреждений: музей ботаники с семью тысячами экспонатов, гербарий ботанического сада с шестьсот пятьюдесятью тысячами образцов растений из всех регионов, ботаническая библиотека с богатым книжным фондом. У Ботанического сада есть собственные периодические издания.